# Squamopappus skutchii
Squamopappus skutchii là một loài thực vật có hoa trong họ Cúc. Loài này được (S.F.Blake) "R.K.Jansen, N.A.Harriman & Urbatsch" miêu tả khoa học đầu tiên năm 1982.